# Epidendrum excisum
Epidendrum excisum är en orkidéart som beskrevs av John Lindley. Epidendrum excisum ingår i släktet Epidendrum och familjen orkidéer. Inga underarter finns listade i Catalogue of Life.